# 过梁

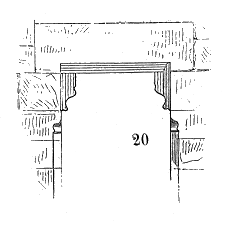
结构楣

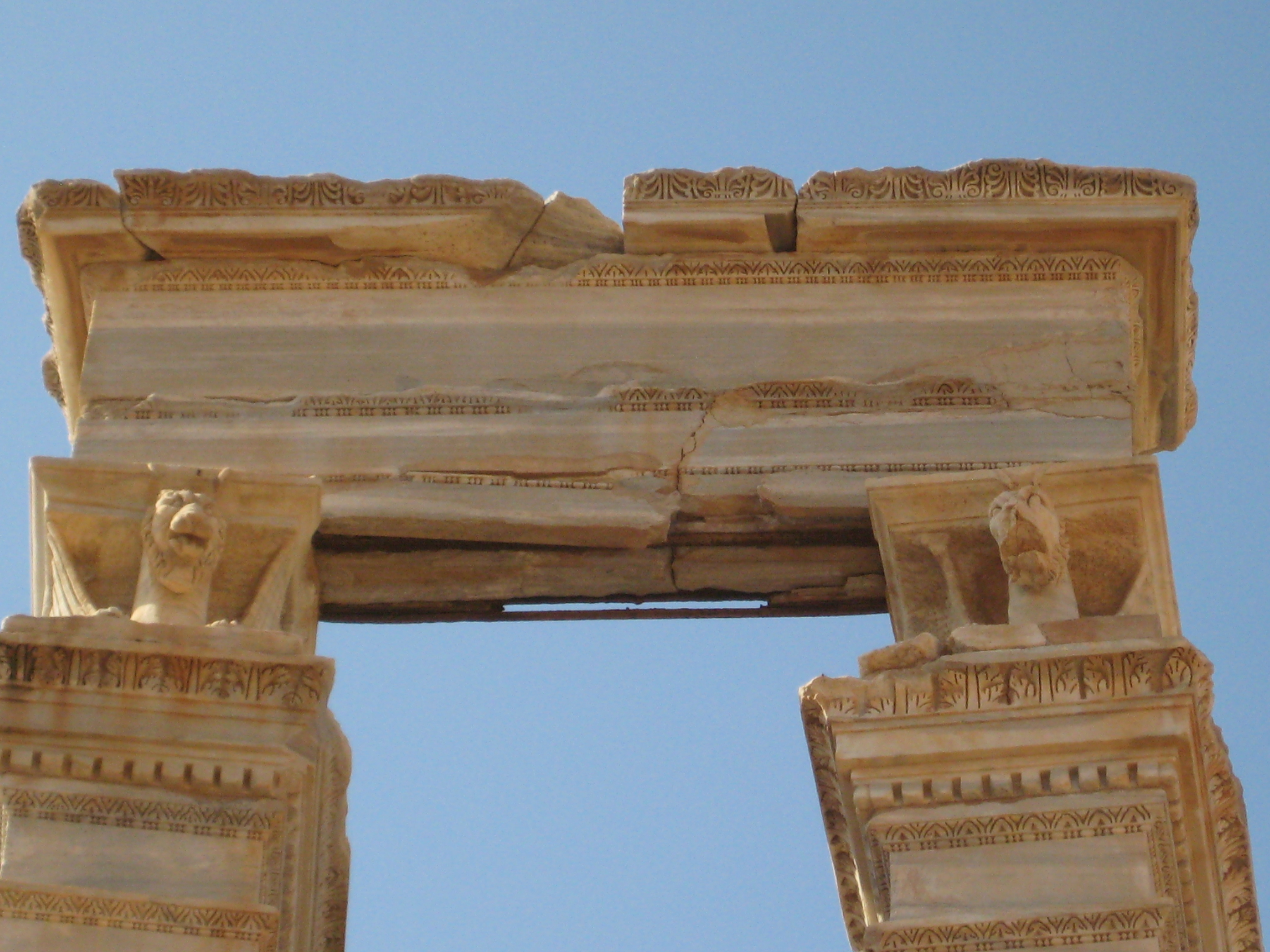
利比亚大莱普提斯遺蹟的巴西利卡

过梁或楣板是跨越两个垂直支撑件之间的空间或开口的结构水平块。 它可以用来装饰建筑元素，或结合装饰结构项目。它经常用在门户、门、窗和壁炉等地方。现代门楣使用预应力混凝土，也被称为梁和砌块梁或肋板和砌块板中的肋骨。
这些预应力混凝土门楣和砌块是组装在一起，并支撑形成一个悬空楼板混凝土板。

## 结构用途
在不同时代和文化的世界建筑中，过梁一直是梁柱式建筑的一个组成部分。许多不同的建筑材料已被用于楣板。
在西方古典建筑和建筑方法中，梅里亚姆-韦伯斯特定义，过梁是承载构件，并放置在入口上。过梁是一种结构构件，通常用石柱或堆叠的石柱支撑在门或入口上。来自迈锡尼希腊文化时期的一个例子（公元前1600年至1100年）是希腊迈锡尼阿特柔斯的寶庫。它重120吨，尺寸约8.3×5.2×1.2米，是世界上最大的一个。
过梁可以支撑壁炉上方的烟囱，或跨越道路或道路的距离，形成石头过梁桥。

## 装饰用途
门楣形式作为一种装饰性的建筑元素，在门上没有任何结构作用，在许多世纪的建筑传统和风格中得到了运用。
在古埃及的亚式大厅和板式石碑和石窟中的佛教石刻建筑中，都有装饰性的使用。前史前印度佛教寺庙是木制建筑，结构承重木质横跨开口。石刻凿岩洞窟更为耐用，非承重石刻门楣也允许古典佛教元素的创造性装饰。技艺精湛的工匠能够模仿木头的外观，模仿木制结构的细微差别和从整体岩石中挖掘洞穴寺庙的木纹。在独立的印度建筑实例中，第十一至第十四世纪的Hysala建筑传统在印度南部的德干高原南部地区制造了许多精心雕琢的非结构石质壁画。霍萨拉帝国时代是艺术和建筑发展的重要时期，形成了南印度卡纳迪根文化。至今仍被铭记的是印度教寺庙的曼达帕、楣和其他建筑元素，例如在Chankaseava寺庙。
美洲的玛雅文明以其复杂的艺术和纪念性建筑而闻名。亚斯奇兰玛雅城，位于墨西哥南部的乌苏马钦塔河上，专门从事结构石楣中的装饰楣石的石雕。最早的雕刻楣是在公元前723年创作的。在亚斯奇兰考古遗址，有五十八个门楣，装饰物横跨大门的主要结构。其中最优秀的玛雅雕刻是三个寺庙门门楣，其特征是一个为女王庆祝国王的涂油仪式的故事场景。

## 实例库

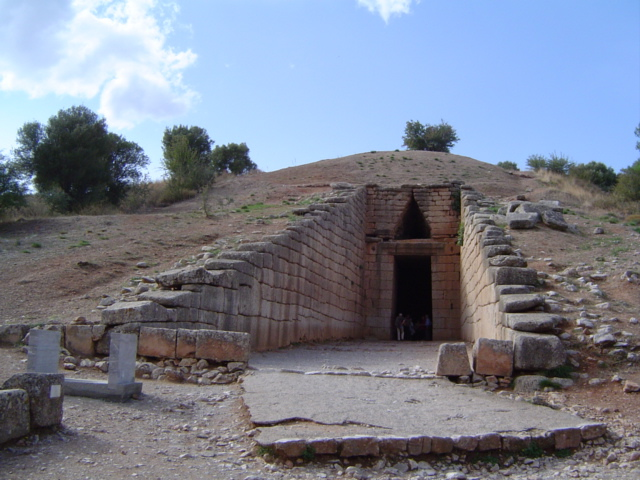
Structural lintel over entrance, Treasury of Atreus, Mycenae, Greece
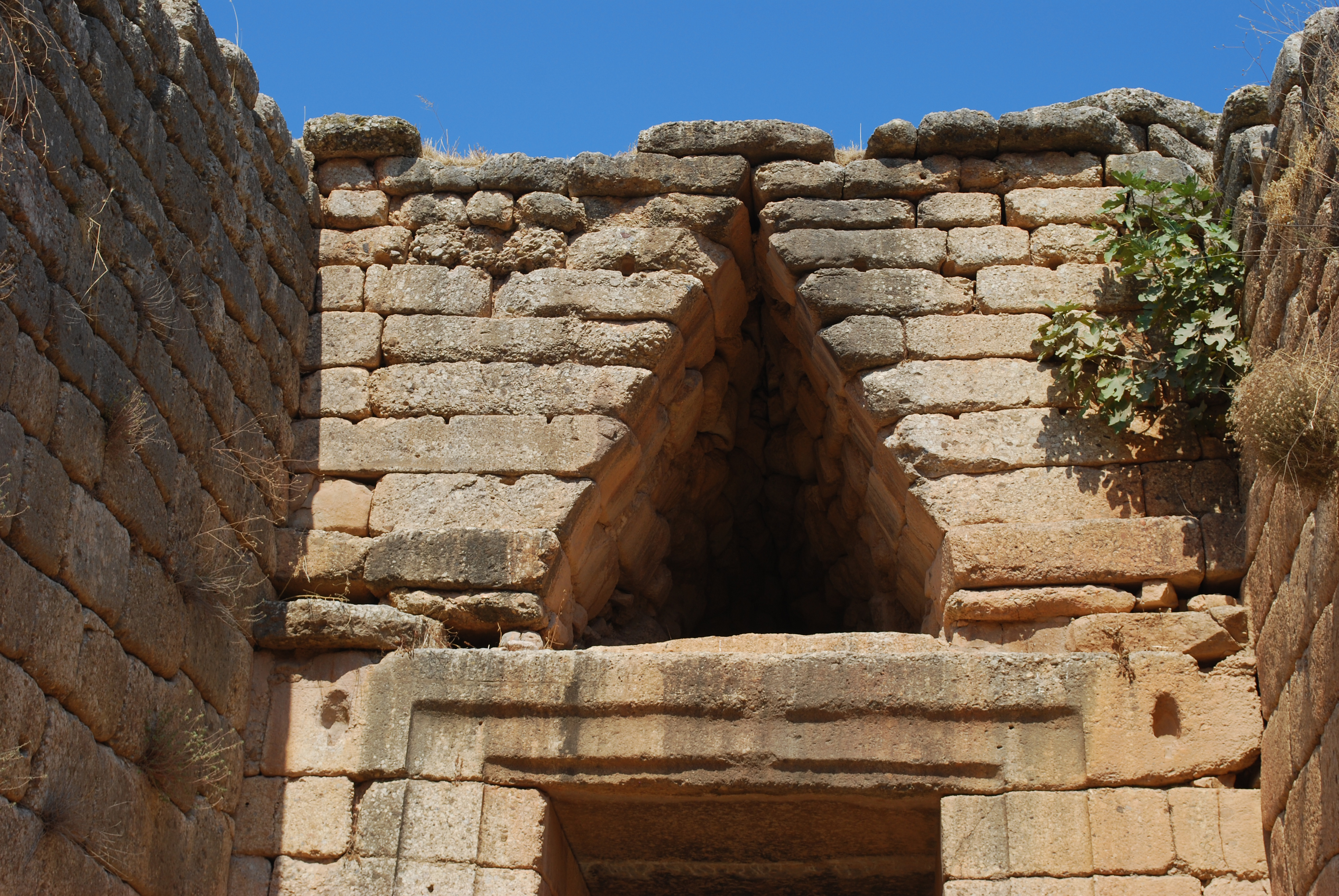
The lintel stone at the Treasury of Atreus (external view)
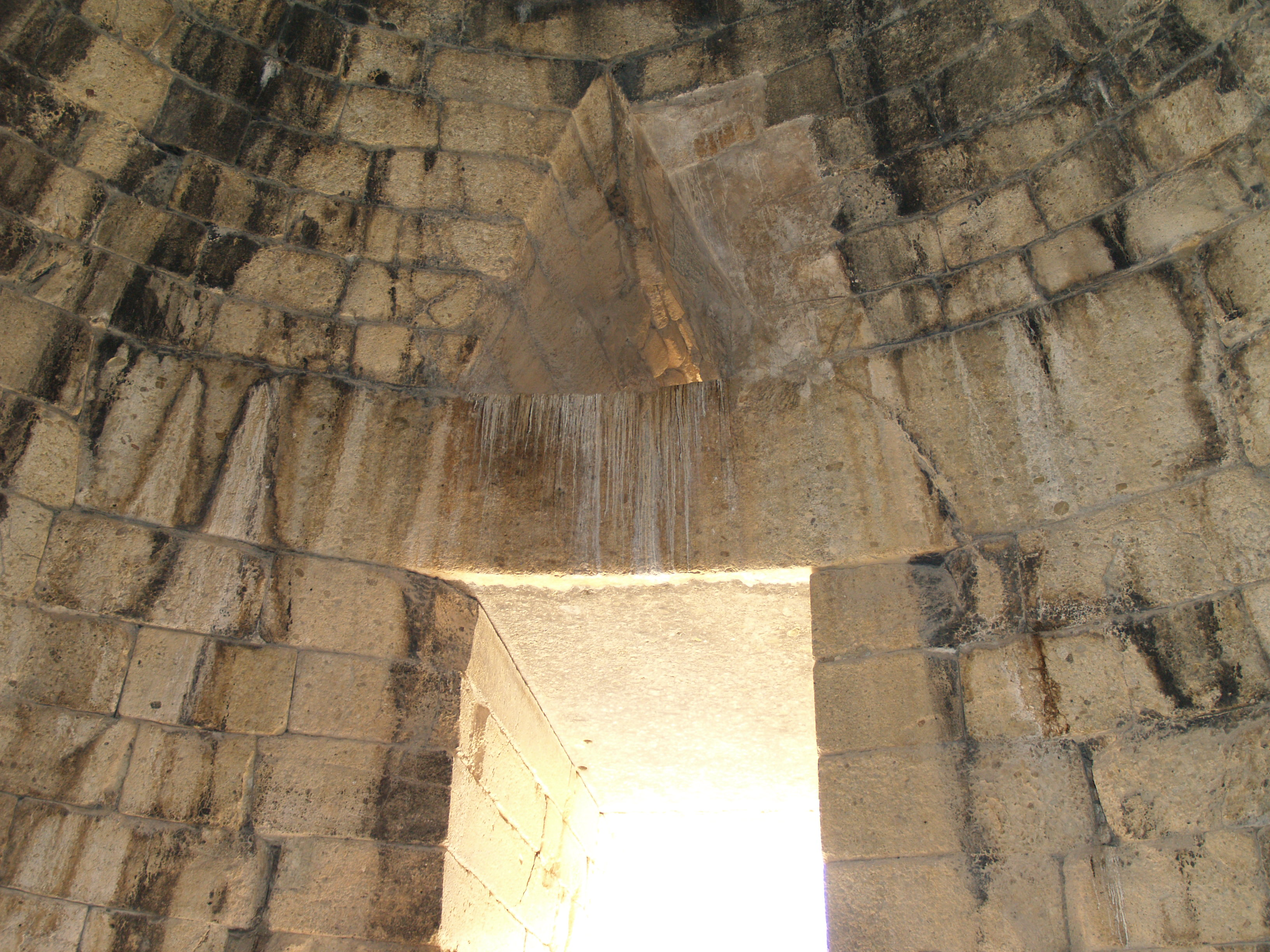
The lintel stone at the Treasury of Atreus (internal view)
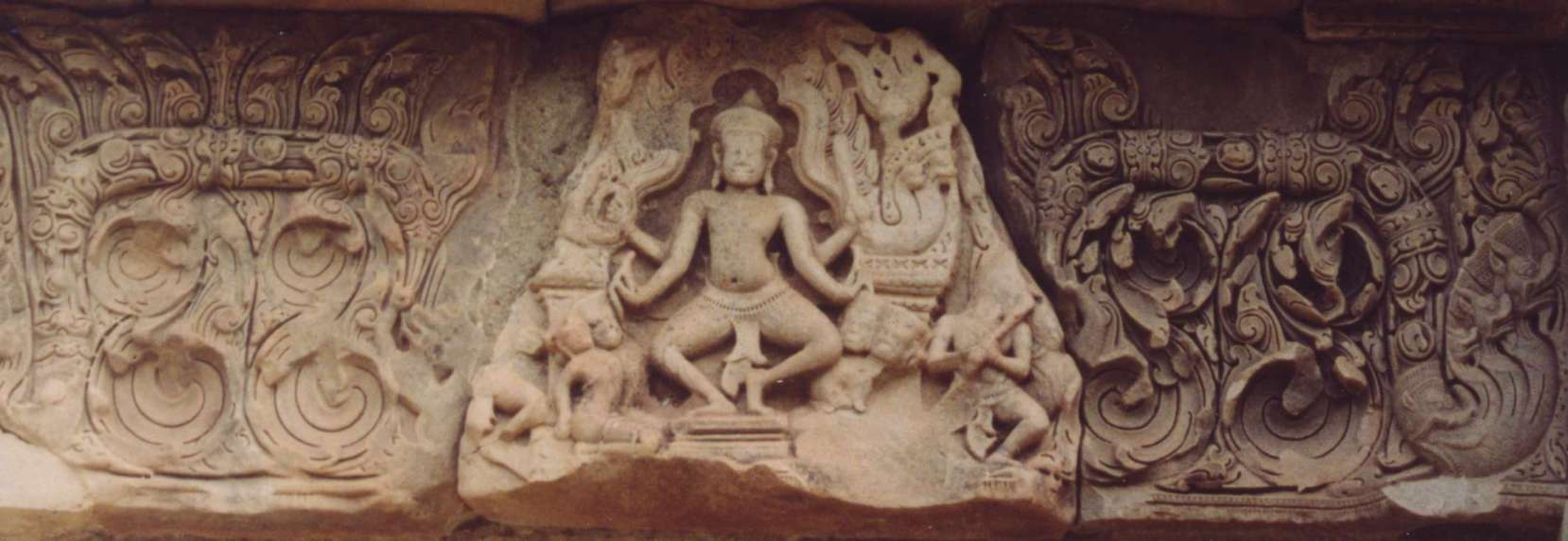
Structural lintel over the entry to main Buddhist shrine, Khmer Phimai historical park, Thailand
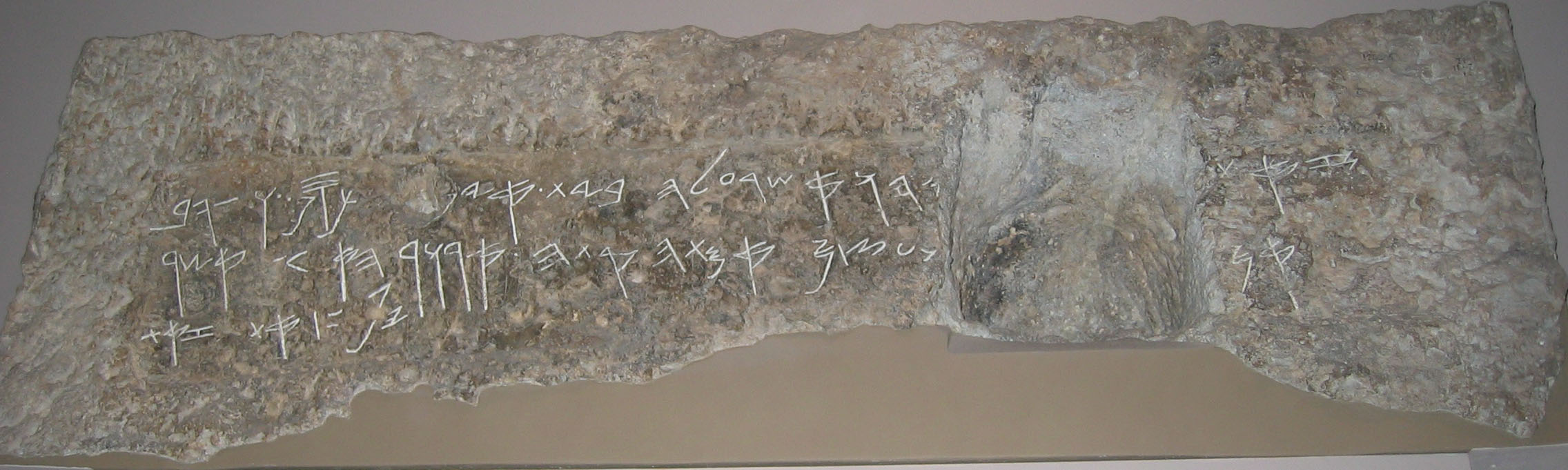
Shebna Inscription on a lintel of a tomb cave near Jerusalem, 8th/7th century BCE
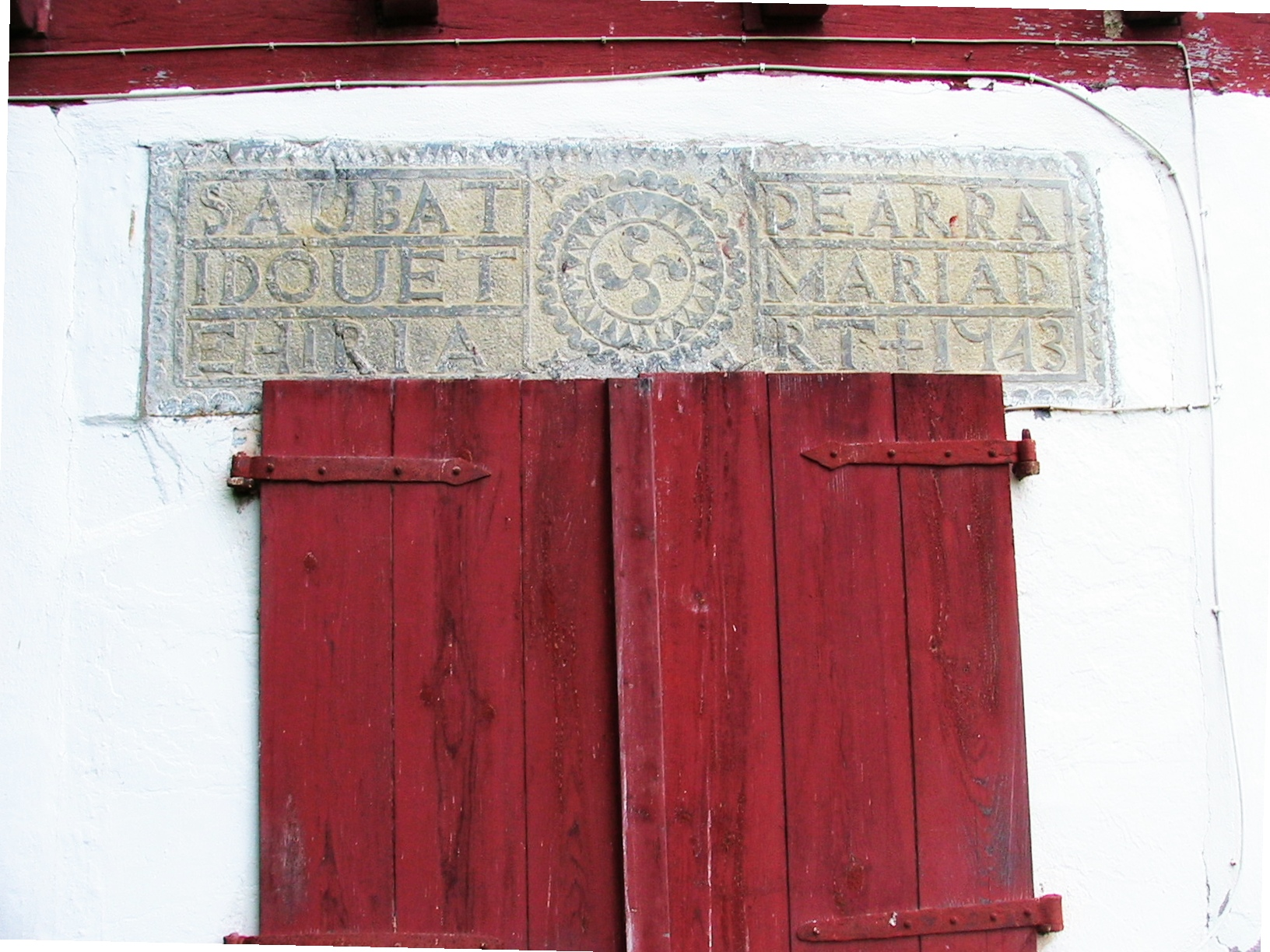
Structural lintel with a lauburu and founders' names, above traditional Basque houses in Lower Navarre, Spain
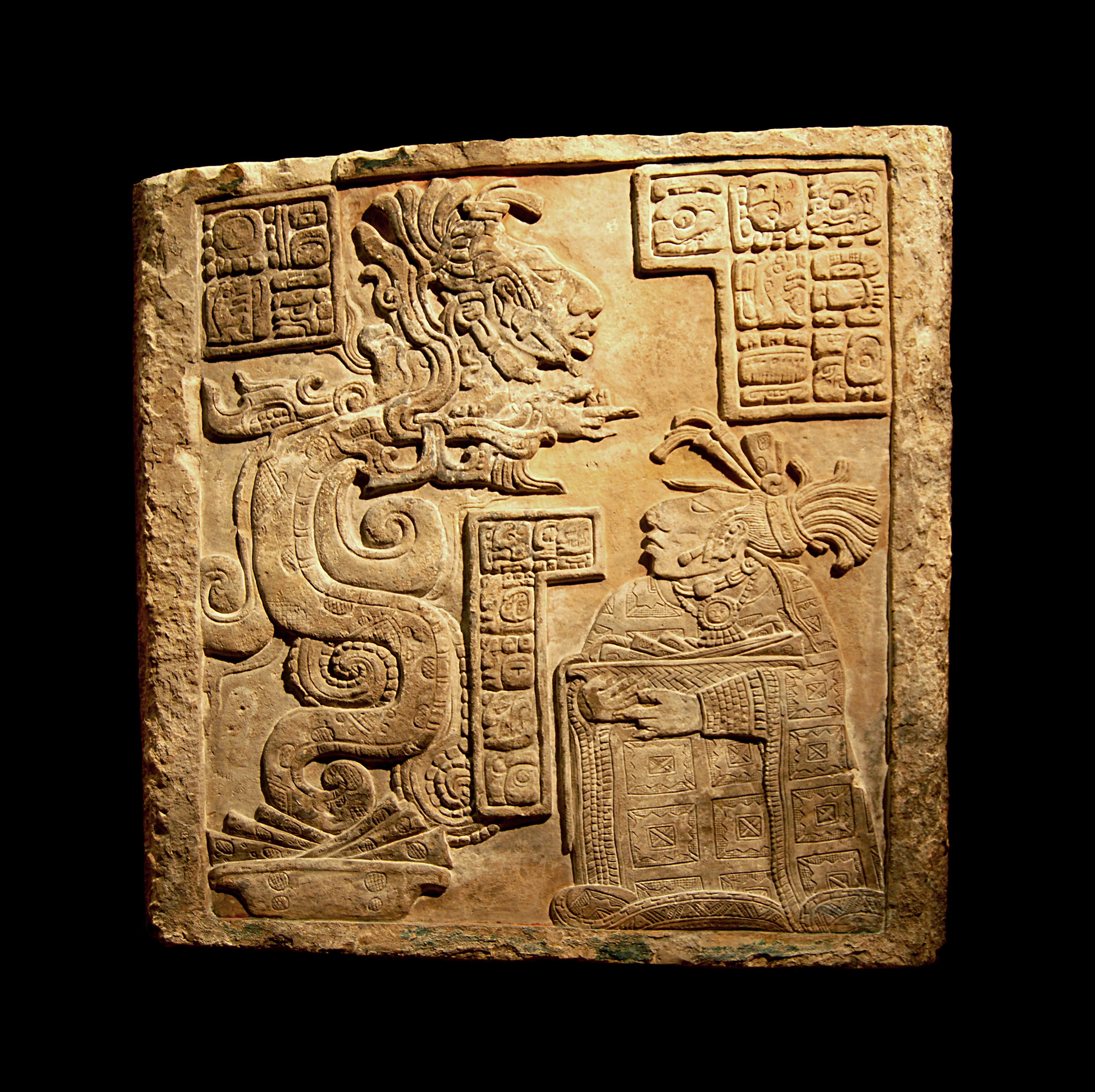
Non-structural Mayan ornamental lintel stone, from the Yaxchilan city site in Chiapas, southern Mexico. (Late Classic period, 600-900 CE).
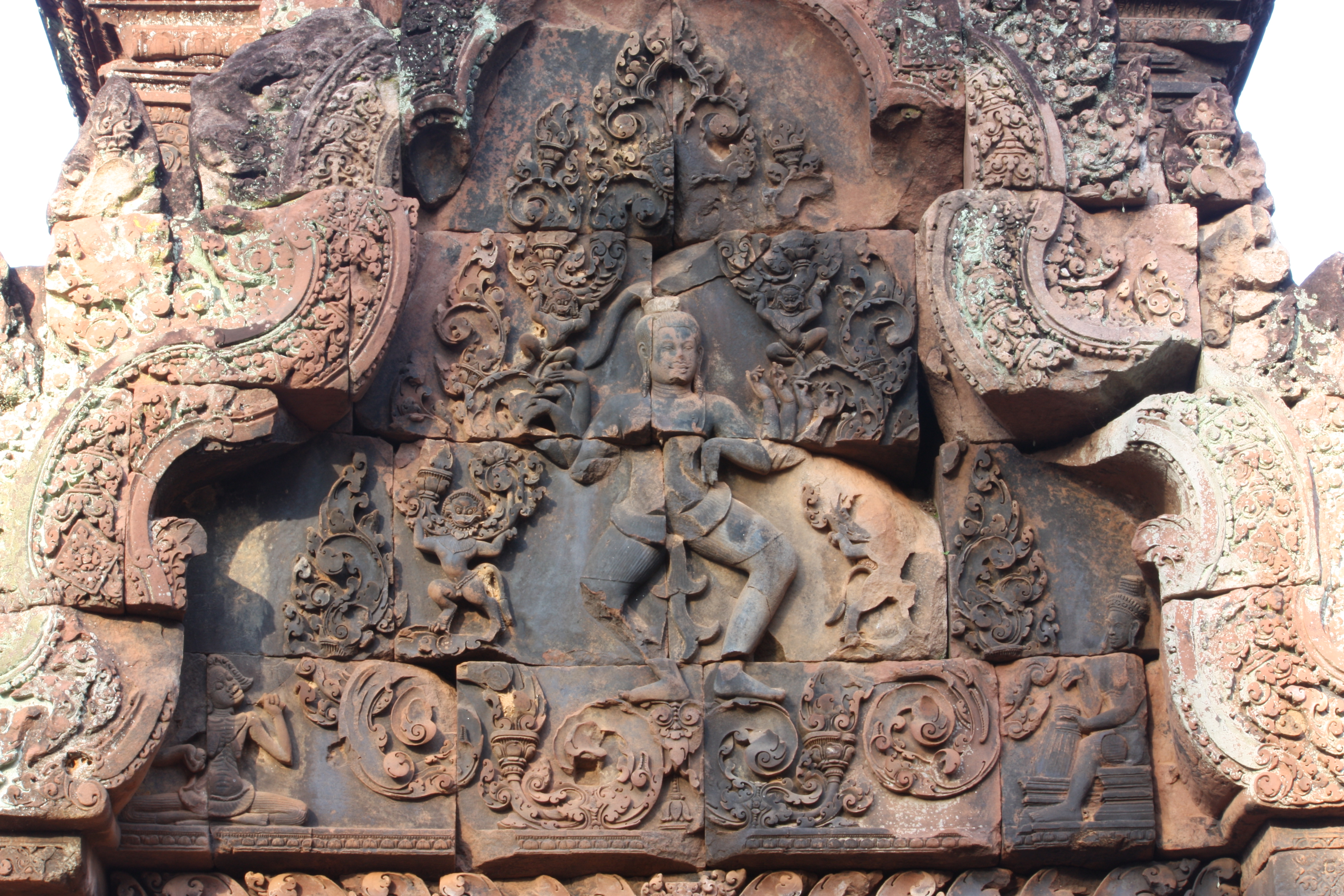
Non-structural decorative lintel at Buddhist Banteay Srei, in Cambodia
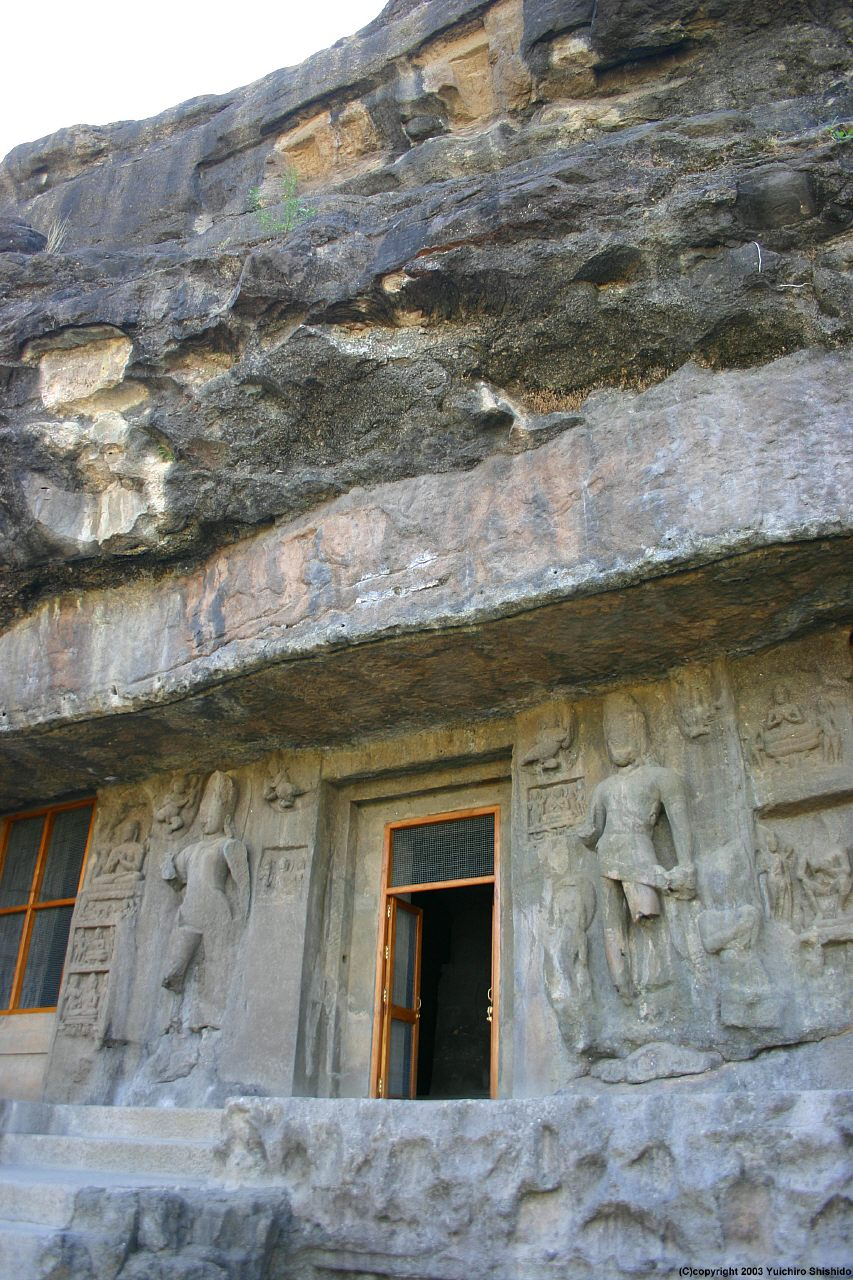
Non-structural lintel in Buddhist cave temple at Ellora Caves, India
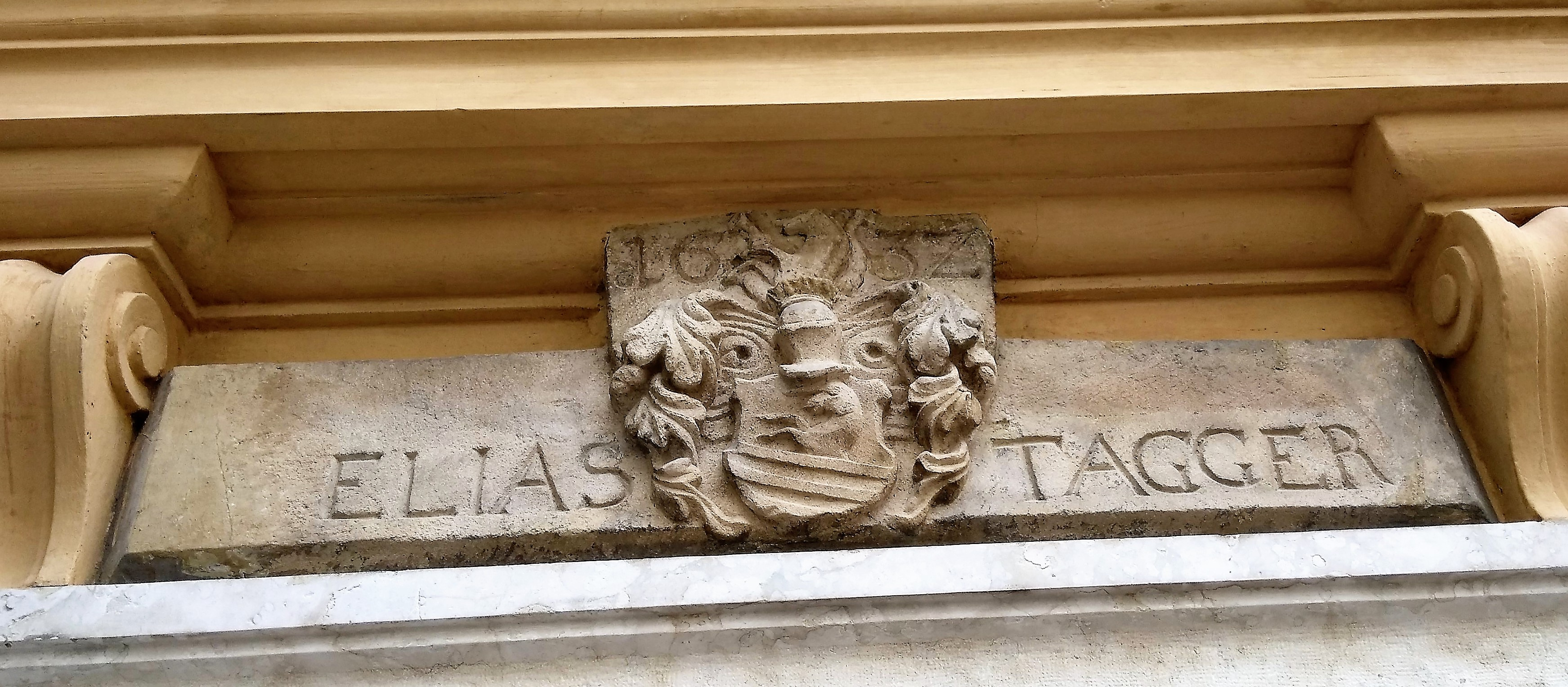
Door lintel in Bozen-Bolzano from 1632 with Elias Tagger's coat of arms, South Tyrol, Italy
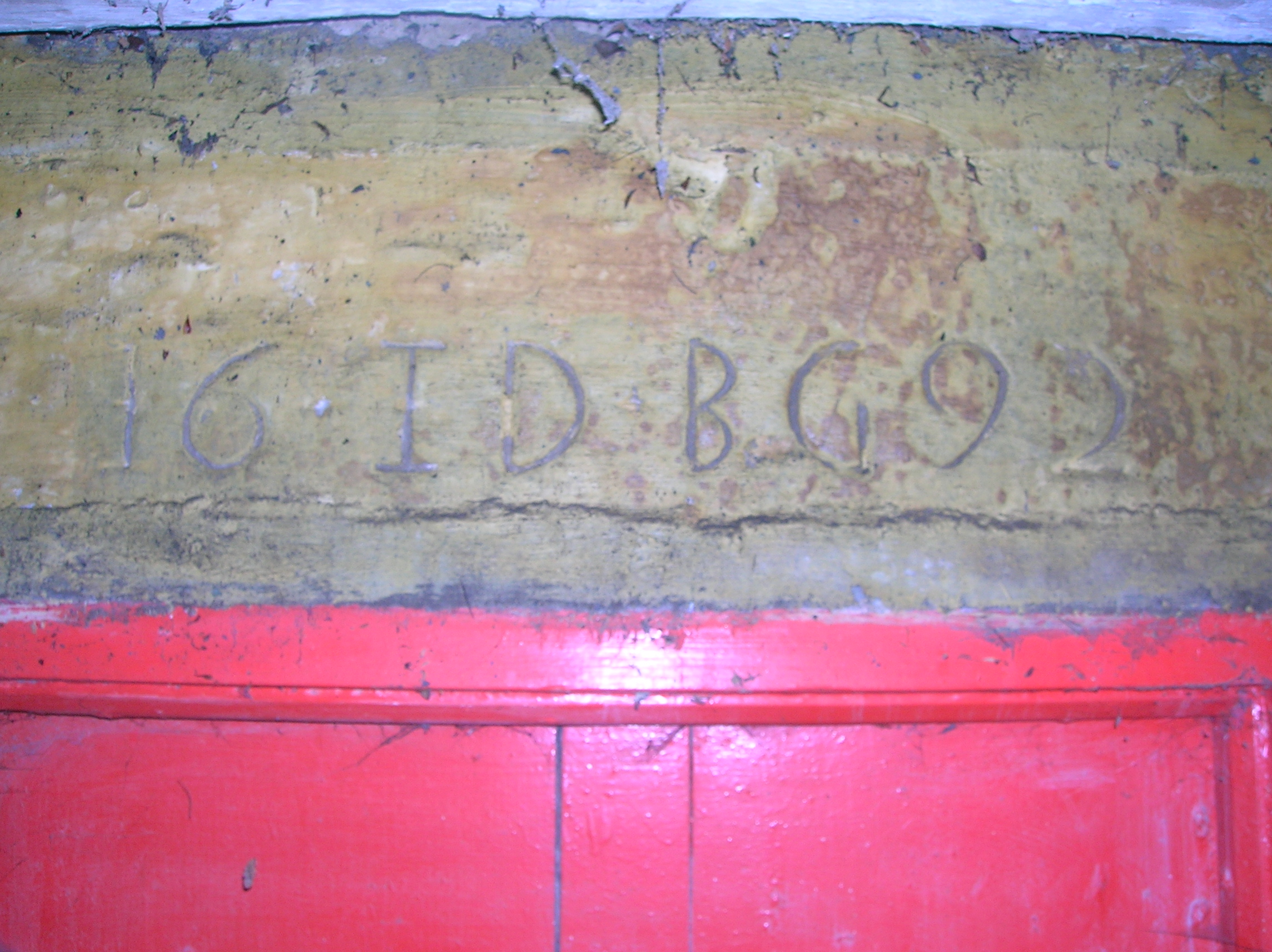
Non-structural marriage stone lintel at 'The Hill' farm, Dunlop, East Ayrshire, Scotland
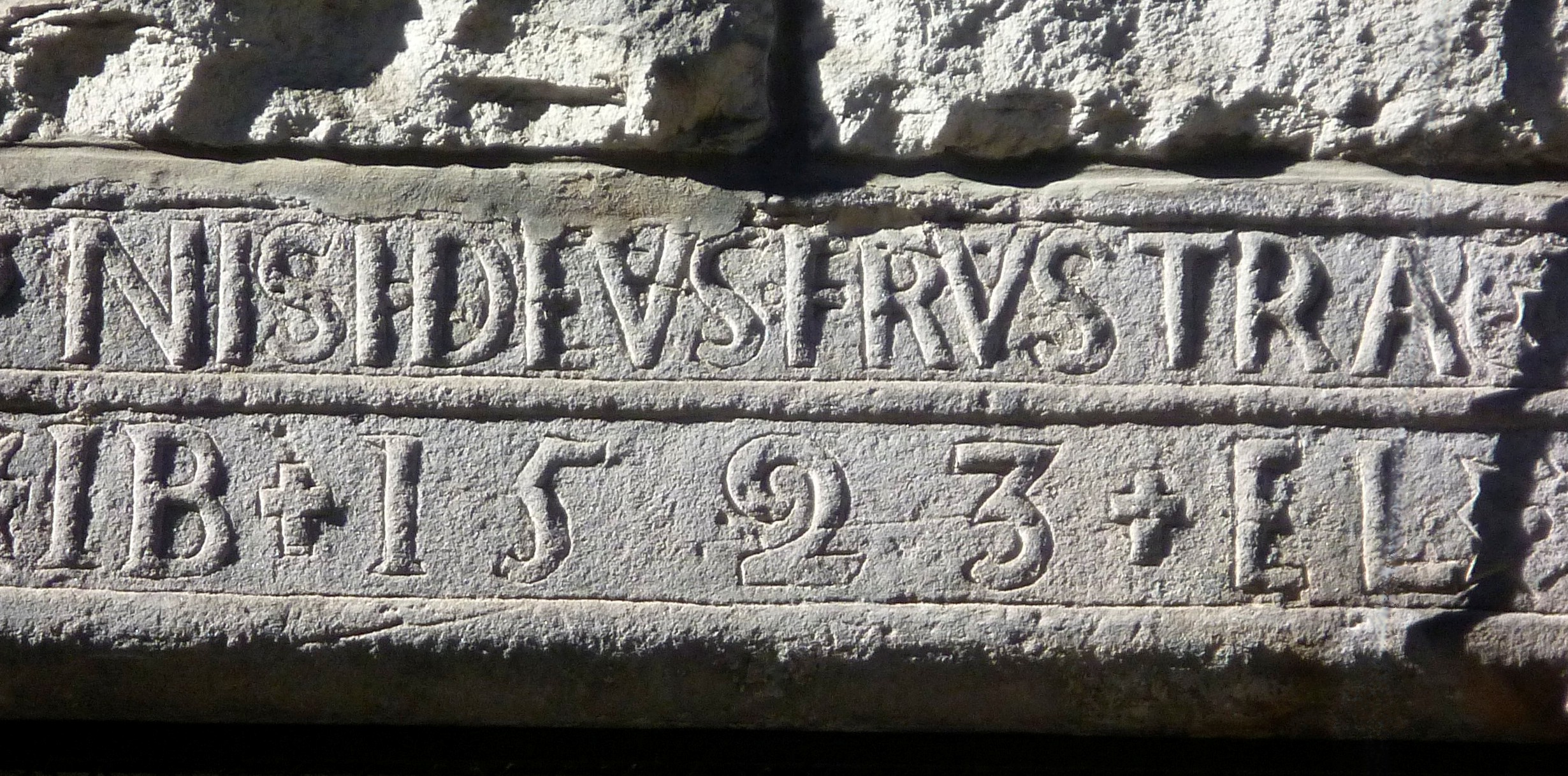
One of many 16th century door lintels in Edinburgh's Old Town
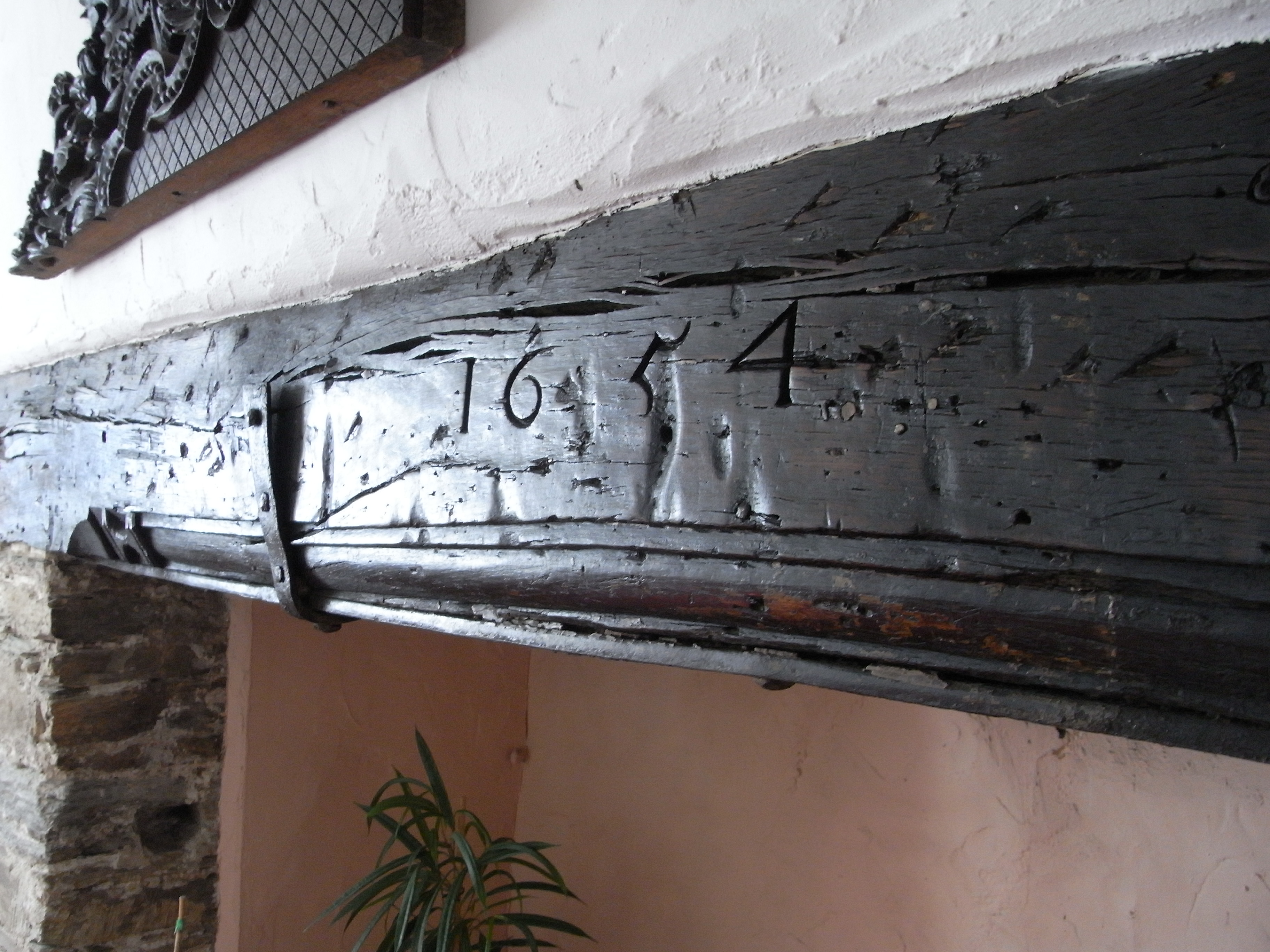
Simonsbath House, Simonsbath, Exmoor Parish, Devon. Wooden lintel over kitchen fireplace with carved date of 1654.